# Rokkaku

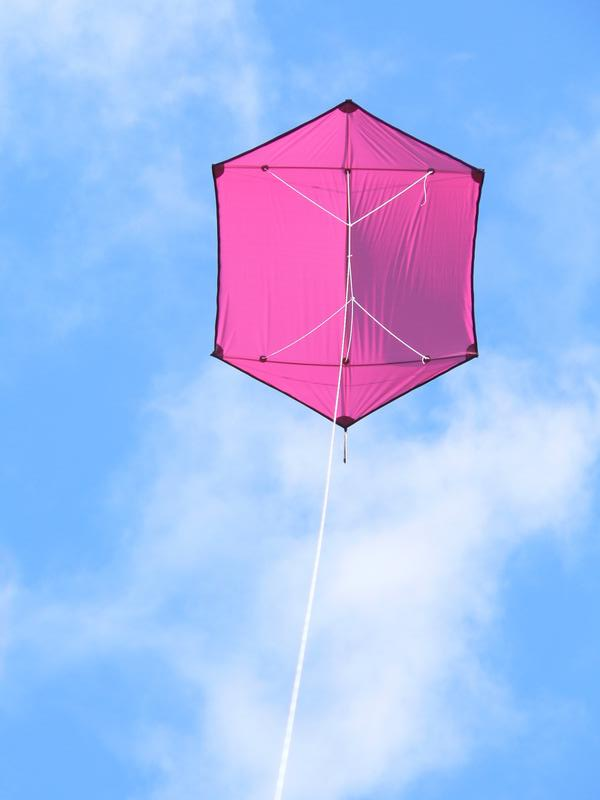
Ein sehr schlichter und kleiner Rokkaku (1,5 m hoch, 1,25 m breit)

Rokkaku (六角) ist der japanische Begriff für ein Sechseck.
Im hier behandelten Sinne ist ein Rokkaku ein sechseckiger Kampfdrachen, japanischer Herkunft. Er wurde etwa im 17. Jahrhundert entwickelt und wird bis heute u. a. in sogenannten Rokkakukämpfen eingesetzt.
In Japan kommen dabei manchmal recht große Exemplare mit einer Höhe von vier Metern und mehr zum Einsatz. Diese Drachen werden dann meist von zehn bis zwanzig Mann starken Mannschaften gehalten. In der westlichen Welt kommen meist sehr viel kleinere Exemplare mit Höhen zwischen ein und zwei Metern in Wettkämpfen zum Einsatz, die dann von ein bis zwei Personen gehalten werden.
Allerdings sind sie wegen der enormen Zugkraft, die sie schon bei relativ wenig Wind auf die Leine ausüben, auch sehr gut als Zugdrachen geeignet. So dienen sie auf Drachenfesten oft dazu, verschiedensten Leinenschmuck in die Höhe mitzunehmen.
Neben sehr aufwändig dekorierten gibt es auch sehr schlicht gehaltene Exemplare.

Vorspannung und Aufhängung des Drachens

## Etymologie
Der Name Rokkaku (jap. ろっかく) wird aus den Worten roku (japanisch: sechs) und kaku (japanisch: Ecke) zusammengesetzt, wobei das erste „u“ entfällt.